# Віндем (Нью-Йорк)
Віндем (англ. Windham) — місто (англ. town) в США, в окрузі Грін штату Нью-Йорк. Населення — 1708 осіб (2020).

### Клімат
| Клімат : Віндем              | Клімат : Віндем | Клімат : Віндем | Клімат : Віндем | Клімат : Віндем | Клімат : Віндем | Клімат : Віндем | Клімат : Віндем | Клімат : Віндем | Клімат : Віндем | Клімат : Віндем | Клімат : Віндем | Клімат : Віндем | Клімат : Віндем |
| Показник                     | Січ.            | Лют.            | Бер.            | Квіт.           | Трав.           | Черв.           | Лип.            | Серп.           | Вер.            | Жовт.           | Лист.           | Груд.           | Рік             |
| Абсолютний максимум, °C      | 17,2            | 21,1            | 28,3            | 31,7            | 31,7            | 32,2            | 34,4            | 35,0            | 31,1            | 28,3            | 23,9            | 20,0            | 35,0            |
| Середній максимум, °C        | −0,6            | 0,6             | 5,0             | 11,7            | 18,3            | 22,8            | 25,6            | 24,4            | 20,0            | 14,4            | 7,8             | 1,7             | 12,7            |
| Середній мінімум, °C         | −12,8           | −12,8           | −7,8            | −1,7            | 3,9             | 8,3             | 10,6            | 10,0            | 6,1             | 0,6             | −3,3            | −9,4            | −0,6            |
| Абсолютний мінімум, °C       | −32,8           | −27,8           | −28,3           | −13,3           | −5,6            | −2,2            | 1,7             | 0,0             | −5,6            | −8,3            | −18,9           | −26,7           | −32,8           |
| Норма опадів, мм             | 109             | 73              | 113             | 119             | 122             | 109             | 106             | 89              | 117             | 113             | 131             | 104             | 1305            |
| ---------------------------- | --------------- | --------------- | --------------- | --------------- | --------------- | --------------- | --------------- | --------------- | --------------- | --------------- | --------------- | --------------- | --------------- |
| Джерело: The Weather Channel |                 |                 |                 |                 |                 |                 |                 |                 |                 |                 |                 |                 |                 |

## Демографія
Згідно з переписом 2010 року, у місті мешкали 1703 особи в 773 домогосподарствах у складі 469 родин. Було 2457 помешкань
Расовий склад населення:
| - 97,0 % — білих - 0,5 % — чорних або афроамериканців - 0,4 % — корінних американців - 0,4 % — азіатів |

До двох чи більше рас належало 0,8 %. Частка іспаномовних становила 4,6 % від усіх жителів.
За віковим діапазоном населення розподілялося таким чином: 18,4 % — особи молодші 18 років, 59,6 % — особи у віці 18—64 років, 22,0 % — особи у віці 65 років та старші. Медіана віку мешканця становила 48,5 року. На 100 осіб жіночої статі у місті припадало 104,2 чоловіків;  на 100 жінок у віці від 18 років та старших — 101,7 чоловіків також старших 18 років.
Середній дохід на одне домашнє господарство  становив 69 428 доларів США (медіана — 54 375), а середній дохід на одну сім'ю — 86 540 доларів (медіана — 76 750). Медіана доходів становила 50 417 доларів для чоловіків та 30 909 доларів для жінок. За межею бідності перебувало 8,4 % осіб, у тому числі 20,0 % дітей у віці до 18 років та 6,7 % осіб у віці 65 років та старших.
Цивільне працевлаштоване населення становило 668 осіб. Основні галузі зайнятості: мистецтво, розваги та відпочинок — 21,6 %, фінанси, страхування та нерухомість — 14,8 %, освіта, охорона здоров'я та соціальна допомога — 14,5 %, будівництво — 14,4 %.